# 宇通ZK6128HG1
宇通ZK6128HG1（英語：Yutong ZK6128HG1）是一款由宇通客車生產的兩軸特低地台單層巴士。

## 銷售

### 香港
九巴於2014年接收一輛ZK6128HG1，此車並非其它採用的仿MAN Lion's City造型，配置康明斯ISL8.9E5320B歐盟5型引擎，以及採用全低地台地台設計，於11月27日出牌，編為AYT1，車牌TB3420，歸上水車廠管理。12月16日起投入70K線行走，2015年8月5日調往72A線行走。

### 澳門
維澳蓮運曾在2013年11月測試一輛原提供九巴的ZK6128HG1全低地台巴士，並行走於3路線巴士。

## 外部連結
- 香港大典上的相关条目：宇通ZK6128HG1（繁體中文）